# Droga wojewódzka 371
Die Droga wojewódzka 371 (DW 371) ist eine einen Kilometer lange Droga wojewódzka (Woiwodschaftsstraße) in der polnischen Woiwodschaft Niederschlesien, die die Droga wojewódzka 389 über Mostowice mit Tschechien verbindet. Die Strecke liegt im Powiat Kłodzki.

## Streckenverlauf
Woiwodschaft Niederschlesien, Powiat Kłodzki
-  Mostowice (Langenbrück) (DW 389)